# تومبا!
تومبا! (بالإنجليزية: Tomba!)‏ ، هي لعبة إلكترونية من نوع لعبة منصات، صدرت عام 1998م باليابان، وعام 1999 في أمريكا الشمالية وأوروبا، أطلقت باسم تومبي! في أوروبا وأستراليا، وبإسم أوري! تومبا في اليابان) هي لعبة مغامرة من طراز سايد سكرولينغ والتي أنشأتها شركة ووبي كامب المحدودة لسوني بلاي ستيشن، وفي عام 2011م تم إعادة إصدار اللعبة على شبكة بلاي ستيشن في المتجر الإلكتروني الرسمي.

## مصدر
1. 1 2 3  "Tomba! Release Information for PlayStation". GameFaqs. مؤرشف من الأصل في 2017-10-22. اطلع عليه بتاريخ 2013-03-22.

## وصلات خارجية
- Official Tombi! European site نسخة محفوظة 28 سبتمبر 2007 على موقع واي باك مشين.
- Tomba! at MonkeyPaw Games
- Tomba! at MobyGames